# Andretti Bain
Andretti Bain (Bahamas, 1 de diciembre de 1985) es un atleta bahameño, especializado en la prueba de 4x400 m en la que llegó a ser subcampeón olímpico en 2008.

## Carrera deportiva
En los JJ. OO. de Pekín 2008 ganó la medalla de plata en los relevos 4x400 metros, con un tiempo de 2 min 58.03 s, tras Estados Unidos y por delante de Reino Unido, siendo sus compañeros de equipo: Michael Mathieu, Andrae Williams y Chris Brown.